# Never Be the Same
Singles de Camila Cabello
Havana Real Friends
Never Be the Same est une chanson de la chanteuse cubano-américaine Camila Cabello, sorti le 7 décembre 2017 comme second single de son premier album studio, Camila. 

## Composition
Never Be the Same est une ballade mid-tempo dont le rythme s'inspire du style musical R&B. Les paroles du titre sont centrées sur un amour addictif.

## Classements hebdomadaires
| Classement (2017/18)           | Meilleure position |
| ------------------------------ | ------------------ |
| Allemagne (Media Control AG)   | 30                 |
| Australie (ARIA)               | 7                  |
| Autriche (Ö3 Austria Top 40)   | 15                 |
| Canada (Hot 100)               | 19                 |
| Danemark (Tracklisten)         | 34                 |
| Espagne (PROMUSICAE)           | 38                 |
| États-Unis (Hot 100)           | 6                  |
| États-Unis (Adult Pop Songs)   | 1                  |
| États-Unis (Pop Airplay)       | 1                  |
| France (SNEP)                  | 56                 |
| Italie (FIMI)                  | 85                 |
| Norvège (VG-lista)             | 25                 |
| Nouvelle-Zélande (RMNZ)        | 8                  |
| Pays-Bas (Single Top 100)      | 27                 |
| Portugal (AFP)                 | 4                  |
| Royaume-Uni (UK Singles Chart) | 7                  |
| Suède (Sverigetopplistan)      | 39                 |
| Suisse (Schweizer Hitparade)   | 23                 |